# Daniela Turra
Daniela Turra (Feltre, 10 marzo 1977) è un'ex calciatrice italiana, di ruolo difensore.
Durante la sua ultraventennale carriera in calcio a 11 femminile ha conquistato due Scudetti, una Coppa Italia e due Supercoppe italiane, tutte con squadre veronesi, dedicandosi al calcio a 5 femminile dopo la decisione di lasciare il calcio a 11.

## Carriera
Daniela Turra si avvicina al calcio fin da giovanissima, condividendo la passione del fratello e affiancandolo fin dagli otto anni d'età anche grazie all'interessamento della madre che chiede all'allenatore della squadra del figlio ottenendo l'inserimento anche della figlia. Gioca nelle formazioni miste con i maschietti fino al raggiungimento dell'età massima prevista dalla federazione, trasferendosi all'età di 14 anni al Vittorio Veneto che le offre l'opportunità di continuare l'attività agonistica in una formazione interamente femminile. Inserita in formazione con la squadra titolare, Turra indossa la maglia rossoblu della società vittoriese dai campionati provinciali alla Serie B fino al termine della stagione 1992-1993, trasferendosi al Bologna CF nella stagione 1993-1994 dove ha il suo debutto in Serie A, per tornare al Vittorio Veneto la stagione successiva rinnovando il sodalizio fino all'estate 1999.
Durante il calciomercato estivo 1999 sottoscrive un accordo con il neopromosso Foroni per tornare a giocare in Serie A il campionato entrante.
Nel calcio a 5 ha conquistato con l'Infinity Futsal Academy la coppa italia di Serie C nella stagione 2021/2022. Ha poi militato per due stagioni nel campionato nazionale di Serie A2.

## Statistiche

### Cronologia presenze e reti in nazionale
| Cronologia completa delle presenze e delle reti in nazionale ― Italia | Cronologia completa delle presenze e delle reti in nazionale ― Italia | Cronologia completa delle presenze e delle reti in nazionale ― Italia | Cronologia completa delle presenze e delle reti in nazionale ― Italia | Cronologia completa delle presenze e delle reti in nazionale ― Italia | Cronologia completa delle presenze e delle reti in nazionale ― Italia | Cronologia completa delle presenze e delle reti in nazionale ― Italia | Cronologia completa delle presenze e delle reti in nazionale ― Italia |
| Data                                                                  | Città                                                                 | In casa                                                               | Risultato                                                             | Ospiti                                                                | Competizione                                                          | Reti                                                                  | Note                                                                  |
| --------------------------------------------------------------------- | --------------------------------------------------------------------- | --------------------------------------------------------------------- | --------------------------------------------------------------------- | --------------------------------------------------------------------- | --------------------------------------------------------------------- | --------------------------------------------------------------------- | --------------------------------------------------------------------- |
| 3-8-2006                                                              | Krefeld                                                               | Germania                                                              | 5 – 0                                                                 | Italia                                                                | Amichevole                                                            | -                                                                     |                                                                       |
| Totale                                                                |                                                                       | Presenze                                                              | 1                                                                     |                                                                       | Reti                                                                  | 0                                                                     |                                                                       |

## Palmarès
- Campionato italiano: 2

Foroni Verona: 2003-2004
Bardolino Verona: 2004-2005
- Coppa Italia: 1

Bardolino Verona: 2005-2006
- Supercoppa italiana: 2

Foroni Verona: 2003
Bardolino Verona:2005

### Annotazioni
1. ↑  Le due fonti citate differiscono; pur normalmente dando più credito alle fonti bibliografiche, nell'intervista rilasciata la biografata dichiara che il suo debutto in Serie A avvenne con il Foroni (possibile confusione dovuta ai colori sociali tra Vittorio Veneto e Bologna, entrambi rossoblu?).

### Fonti
1. 1 2  Barboni e Checchi 2003, p. 65.
2. 1 2   Roberto Coronato, Daniela Turra, su calciodonna.it, 15 gennaio 2004. URL consultato il 26 aprile 2018.